# Ethyl-tert-butylether
Ethyl-tert-butylether, doorgaans afgekort tot ETBE, is een organische verbinding, met als brutoformule C6H14O. De stof komt voor als een kleurloze toxische en ontvlambare vloeistof, die slecht oplosbaar is in water.

## Synthese
Ethyl-tert-butylether wordt op grote schaal bereid door het mengen van isobuteen en ethanol in aanwezigheid van een zure katalysator:

## Toepassingen
Ethyl-tert-butylether is een veelgebruikt brandstofadditief in fossiele motorbrandstoffen. Gebruik van ETBE ten opzichte ethanol heeft als voordeel dat het geen vocht opneemt en dat het benzine niet doet verdampen. Zo wordt de smogvorming danig onderdrukt.